# Strada europea E411
La E411 è una strada europea che collega Bruxelles a Metz.

## Percorso
La E411 è definita con i seguenti capisaldi di itinerario: "Bruxelles - Namur - Arlon - Longwy - Metz".